# Доля Блазня
«Доля Блазня» (англ. Fool's Fate) — роман американської письменниці Маргарет Ліндгольм, написаний під псевдонімом Робін Гобб, третій у її серії «Трилогія про Світлу людину» (англ. The Tawny Man Trilogy). Написаний у формі розповіді від третьої особи. Роман був опублікований 2003 року у видавництві HarperVoyager.
Дія відбувається у всесвіті Елдерлінгів та є прямим продовженням романів «Місія Блазня» (англ. Fool's Errand) та «Золотий Блазень» (англ. The Golden Fool). Історії персонажів продовжуються у серії "Трилогія про Фітца і Блазня" (англ. The Fitz and the Fool Trilogy). Події серій «Хроніки дощових нетрів» (англ. The Rain Wilds Chronicles) та «Торговці живих кораблів» (англ. The Liveship Traders) відбуваються в тому самому світі.
Один з Зовнішніх островів майже повністю схований під льодом. Люди тут не живуть, але час від часу хтось таки навідується сюди подивитись на того, хто захований під льодом. Величезний чорний дракон на ім'я Айсфір, останній з існуючих. За переказами, він повстане, щоб захистити острови, якщо сюди прийде ворог. Саме тут, на Аслевджалі, вирішиться доля Білого Пророка. Саме тут він бачив власну смерть. Тут вирішиться доля Шести Герцогств і Зовнішніх островів — бути чи не бути міцному і надійному союзу. Тут вирішиться доля світу — чи з'являться в небесах знову дракони, чи люди залишаться його повновладними господарями.

## Сюжет
Союз між Шістьма Герцогствами та Зовнішніми островами забезпечить мир усьому світу і першим кроком до цього має стати шлюб принца Дьютифула з Нарческою Елліаною з клану Нарвал. Однак, як весільний подарунок, Нарческа вимагає голову замерзлого дракона, який потрапив у льодовик на острові Аслевджал.
Кораблі принца Дьютифула вирушають до острова. Однак не всі з присутніх на кораблях прагнуть допомогти вбити останнього дракона. Представники Древньої Крові прагнуть знайти Айсфіра, проте не допустити вбивства. Для Фітца Чіверлі головною метою є захист принца.
Члени королівського Кола Скіллу також приєднуються до делегації. Вони досі надто слабкі та недосвідчені у використанні власної сили. Крім того, Лорд Чейд, розпочавши тренування надто пізно, має вкрай обмежену силу, а розумово обмежений Товстун, який хоч і є найсильнішим з усіх, створює багато проблем.
Блазень або Білий Пророк, який бачить різні версії майбутнього впевнений, що дракона Айсфіра не можна вбивати, щоб світ пішов правильним шляхом і хоче цьому завадити. Однак його рішення неприйнятне для королівського двору, тому Блазня в останній момент не пускають на корабель до Аслевджалу. Він також знає, що помре на острові, де дракон потрапив у пастку, тож Фітц підтримує рішення королеви, щоб зберегти життя другові. Однак Блазень готовий прийняти свою долю і знаходить спосіб дістатися до острова. Він знову оживляє кам'яну статую дівчини на драконі, яка переносить його на Аслевджал.
Делегація Шести Герцогств прибуває до материнського дому нарчески Елліани. Після недовгого перебування в гостях, кораблі Шести Герцогств відпливають до Аслевджалу разом з Елліаною та делегацією з островів. Прибувши на острів та знайшовши місце, де багато століть тому знайшов спочинок дракон, прибулі розташовують табір та починають відкопувати Айсфіра.
Фітц, Товстун та Блазень змушені повернутись назад на берег, проте провалюються в одну із тріщин, на поверхні лишається лише Товстун. Намагаючись вийти з підземелля, вони натикаються на багато тривожних знахідок і врешті-решт відкривають страшну правду про Аслевджал. Виявляється острів став притулком для Блідої Жінки після її поразки у війні Червоних кораблів і вона протягом цих п'ятнадцяти років намагалась створити власного дракона, користуючись свитками Шести Герцогств про Скілл. До того ж вона тримає у полоні сестру та матір Нарчески і використовує їх як спосіб тиску на неї. Фітц, а пізніше і принц з Чейдом розуміють, що місія була спланованою Блідою жінкою, яка, як і Блазень, є Білим пророком, проте не істинним, за словами самого Блазня. Бліда Жінка захоплює у полон Блазня, якого ненавидить вже багато років, але відпускає Фітца з наказом вбити Айсфіра в обмін на життя Блазня.
Драконниця Тинталья, завдяки своєму силовому контакту через Скілл з Фітцем та його дочкою Нетл, отримала деяку інформацію про мету місії і тепер намагається дізнатись більше від Фітца про дракона Айсфіра. Це ставить під загрозу місію принца, і коли Тинталья нарешті вирішує втрутитися, вона видає наказ звільнити Айсфіра від льодовика і зберегти йому життя, принц та його люди змушені змінити мету квесту. Замість того, щоб вбивати дракона, вони повинні спробувати врятувати його від Блідої жінки.
Айсфіра звільняють з льоду і він піднімається в небо. Бліда жінка оживляє свого камінного дракона і той нападає на Айсфіра. Драконниця Тинталья прилітає з Бінгтауну і допомагає подолати камінного дракона. Тинталья та Айфір відлітають разом. Барріч смертельно поранений і Фітцу не вдається його зцілити. Сестру та матір Нарчески визволяють з підземелля і делегації Шести Герцогств та Зовнішніх островів повертаються додому. Фітц Чіверлі відмовляється повернутись назад без Блазня. Він повертається у завалені підземелля та зустрічається з Блідою жінкою. Вона важко поранена і благає вбити її, та Фітц відмовляється. Він знаходить тіло понівеченого Блазня та переносить його через Скілл колону до камінних драконів. Там він сам того не розуміючи переміщає власну свідомість у його тіло і зцілює його після чого вони повертаються назад на Аслевджал.
Блазень приймає рішення лишитись на Аслевджалі разом з Чорним чоловіком, що колись він був Білим Пророком і прибув сюди разом з Айсфіром, знаючи, що колись сюди прийде новий Білий Пророк зі своїм Змінюючим. Блазень не здатен бачити шляхи майбутнього після власної смерті і прагне зрозуміти, як йому жити без цього, до того він хоче повернутись до своє школи і розповісти їм про все, що дізнався. Фітц повертається до Шести Герцогств. Він відкриває правду про себе Нетл та Моллі. Принц Дьютифул одружується з Нарческою. Фітц оселяється в Вербовому лісі разом з Моллі та її синами.

## Реакція
Письменник Джордж Р. Р. Мартін вважає, що «в сучасній багатій фантастичній літературі книги Робін Гобб схожі на справжні діаманти в морі циркону».